# Kośno (Pojezierze Choszczeńskie)
Kośno(także Kosino) – jezioro na Pojezierzu Choszczeńskim, położone w województwie zachodniopomorskim, w powiecie choszczeńskim, w gminie Bierzwnik o powierzchni 48,28 ha. Maksymalna głębokość jeziora wynosi 11,4 m.
Zbiornik znajduje się w zlewni Mierzęckiej Strugi.
Około 0,7 km na południowy zachód od jeziora leży wieś Rębusz.